# امامزاده ابراهیم (اراک)
امامزاده ابراهیم در روستای مشهدالکوبه در ۴۵ کیلومتری شمال شهر اراک واقع شده است و از بناهای دوره صفویه محسوب می‌شود.